# 約翰·E·蘇努努
約翰·E·蘇努努（John E. Sununu；1964年9月10日—）是美國的一位政治人物。在2003年至2009年期間，他是紐罕布夏州的兩位參議院議員之一。他的黨籍是共和黨。他是前紐罕布夏州長約翰·H·蘇努努之子。